# Dunk Island Airport
Dunk Island Airport (engelska: Dunk Island) är en flygplats i Australien. Den ligger i kommunen Cassowary Coast och delstaten Queensland, omkring 1 300 kilometer nordväst om delstatshuvudstaden Brisbane. Dunk Island Airport ligger 9 meter över havet. Den ligger på ön Dunk Island.
Trakten är glest befolkad. 
Genomsnittlig årsnederbörd är 2 747 millimeter. Den regnigaste månaden är mars, med i genomsnitt 608 mm nederbörd, och den torraste är oktober, med 45 mm nederbörd.